# عبد العزيز شريفي
عبد العزيز شريفي لاعب كرة قدم سعودي يلعب في نادي عرعر.

## مسيرة اللاعب
لعب في نادي الوطني ونادي القيصومة ونادي الكوكب ونادي الروضة ونادي الثقبة ونادي عرعر ونادي نيوم.